# Страшила (Волшебник Изумрудного города)

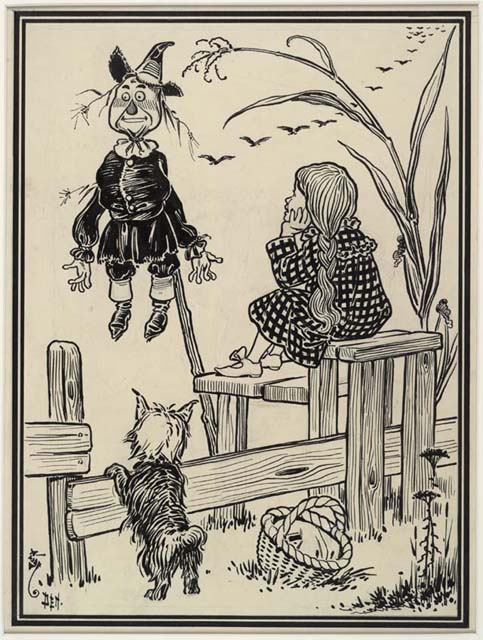
Рисунок из книги Wizard of Oz (издание 1900 г.)

Страши́ла — один из главных героев сказочного цикла о Волшебной стране Александра Волкова, живое соломенное пугало, мечтавшее получить мозги и ставшее впоследствии правителем Изумрудного города. После обретения мозгов Страшила получает титул Мудрый (позднее — Трижды Премудрый). Образ Страшилы заимствован А. М. Волковым у Л. Ф. Баума, так же как и образы Железного Дровосека, Трусливого Льва и некоторых других героев. В книгах Баума собственного имени у пугала (англ. Scarecrow) нет. По мере написания Волковым собственных продолжений сказочной серии, его Страшила становится всё менее и менее похожим на свой американский прототип.

## История персонажа

#### В книге «Волшебник Изумрудного города»
Соломенное пугало Страшила — первое из трёх существ, которых девочка Элли встретила, согласно предсказанию Виллины, по пути в Изумрудный город. «Работал» пугалом Страшила всего пару дней, но за этот недолгий срок успел понять, что главное его отличие от нормального человека состоит в отсутствии мозгов. На эту идею его натолкнула ворона Кагги-Карр, после чего Страшила стал мечтать о том, как бы обзавестись мозгами. Поэтому, когда Элли сняла его с шеста, он с радостью отправился с ней и Тотошкой в Изумрудный город к волшебнику Гудвину. Страшила надеялся что для Гудвина не составит труда исполнить его заветное желание. Вскоре к компании присоединились Железный Дровосек и Трусливый Лев, у каждого из которых тоже была своя мечта.
По дороге друзья пережили множество опасных приключений. И хотя в тот период у Страшилы ещё не было мозгов, он постоянно подавал ценные идеи и совершал мужественные поступки: бросился под ноги Людоеду; предложил перейти пропасть по срубленному дереву, а Большую реку переплыть на плоту; спас своим советом друзей от Саблезубых тигров; подал идею, как вывезти Льва из макового поля и т. д. Когда Гудвин отказался исполнить желания просителей задаром и отправил их бороться против злой Бастинды, Страшила совершил ещё несколько подвигов: вспомнив навыки пугала, он справился с сорока воронами Бастинды, а затем защитил своей соломой Элли, Льва и Тотошку от укусов чёрных пчёл.
Во время битвы с Летучими Обезьянами Страшила был уничтожен — солома развеяна по ветру, а кафтан, голову, башмаки и шляпу Обезьяны «свернули в комок и зашвырнули на верхушку высокой горы». Однако после гибели Бастинды Мигунам и Элли удалось собрать останки Страшилы и вернуть его к жизни.
Получив от Гудвина мозги (смесь отрубей, булавок и иголок), Страшила наконец поверил в собственный ум, и Гудвин, наградив соломенного человека титулом «Мудрый», оставил его вместо себя преемником на посту Правителя Изумрудного города. Впрочем, Страшила ничуть этим не возгордился и почти сразу отправился вместе с Элли и остальными друзьями к Стелле, поручив на это время обязанности правителя Длиннобородому Солдату Дину Гиору.
Дорога к Стелле тоже оказалась нелёгкой. Страшила серьёзно пострадал во время наводнения на Большой реке. Но друзья не оставили его в беде и в конце концов путешествие закончилось благополучно. Стелла сумела отправить Элли домой, а Страшилу, Дровосека и Льва, ставших за время странствий правителями разных частей Волшебной страны, Летучие Обезьяны доставили каждого к своим подданным.

#### В книге «Урфин Джюс и его деревянные солдаты»
Страшила правил Изумрудным городом мудро и справедливо. Но он не обладал такой репутацией, как Гудвин, которого все боялись. Страшилу не боялся никто, и потому, вскоре после его прихода к власти, на Изумрудный город двинулась деревянная армия под началом завистливого столяра Урфина Джюса. Жадный до власти Джюс, в руки которого случайно попал волшебный живительный порошок, успел к тому времени выстругать несколько десятков деревянных солдат, оживить их и захватить с этим воинством Голубую страну. Этим аппетиты Джюса не ограничились, и вот теперь его армия осадила Изумрудный город.
Страшила лично возглавил оборону города и даже сам дежурил ночами на городской стене, помогая защитникам отражать атаки деревянных солдат. Однако среди горожан нашёлся предатель — мелкий придворный по имени Руф Билан, сам метивший в наследники Гудвина. Билан открыл солдатам Урфина ворота, Страшила был связан и арестован, город пал. А вскоре был схвачен и Дровосек, спешивший на выручку к Страшиле и попавший в западню.
Страшила и Дровосек наотрез отказались сотрудничать с завоевателем и Джюс заточил их на вершине высокой башни, с условием, что если за полгода они не покорятся его воле, их обоих ждёт смерть. Тем не менее, Страшила не сидел сложа руки. Он придумал написать Элли письмо с просьбой о помощи. Доставила письмо верная подруга Страшилы и Дровосека, ворона Кагги-Карр.
Получив письмо, Элли упросила родителей отпустить её снова в Волшебную страну, на этот раз под присмотром её дяди — бывалого моряка Чарли Блека. Элли, Блек, Тотошка и Кагги-Карр, преодолев множество опасностей сумели добраться до цели и освободили Страшилу и Дровосека. К тому времени здоровье Страшилы основательно пошатнулось, поскольку за пламенные речи, оглашённые им с верхушки башни, Урфин Джюс приказал засадить его в сырой и промозглый карцер. Однако оказавшись на воле среди добрых и заботливых друзей, Страшила быстро поправился.
Освобождённые пленники удачно избежали погони, и двинулись в Фиолетовую страну, где им удалось свергнуть жестокого наместника Энкина Фледа. Состоявшееся вскоре генеральное сражение с главными силами Урфина Джюса решило исход войны: власть Джюса пала, а Страшила был восстановлен в должности Правителя Изумрудного города. Тогда же соломенный мыслитель придумал, как перевоспитать дуболомов: городские мастера вы́резали им вместо злобных рож улыбающиеся лица и дуболомы превратились в мирных работников-садоводов. За это поистине гениальное решение восторженные горожане наградили Страшилу титулом Трижды Премудрого.
После пышных торжеств Элли, Чарли Блек и Тотошка отбыли на родину, а Страшила принялся налаживать мирную жизнь в Волшебной стране. По его приказу дуболомы истребили почти всю популяцию кровожадных саблезубых тигров, сделав безопасным путь через лес по дороге, вымощенной жёлтым кирпичом.

#### В книге «Семь подземных королей»
Несколько месяцев спустя Страшила получил ошеломительное известие о том, что Элли вместе с троюродным братом Фредом томится в плену у подземных рудокопов, обитающих в огромнейшей Пещере прямо под Волшебной страной. Детей занесла к рудокопам случайность — они осматривали одну пещеру у себя на родине, но обвал отрезал им путь назад, и после долгих блужданий среди подземных лабиринтов они оказались во владениях рудокопов. Там их задержали семеро местных королей, в надежде, что Элли сможет вернуть утраченную Усыпительную воду, жизненно важную для существования всего Подземного царства. Источник чудесной воды незадолго до этого разрушил предатель Руф Билан, бежавший после свержения Урфина в подземелье; и он же внушил королям мысль, что Элли — фея, способная колдовством вернуть Усыпительную воду. Весть об этих событиях принёс Страшиле и его друзьям Тотошка, которому удалось вырваться из плена.
Преисполненный тревоги за судьбу Элли Страшила пригрозил было подземным королям войной (в чём его горячо поддержали Дровосек и Лев). Однако Элли при посредничестве бежавшего Фреда сумела отговорить Страшилу от опасного решения, а механик Лестар придумал как уладить дело миром. Делегация верхнего мира во главе со Страшилой спустилась с согласия семи королей в Подземную страну и организовала работы по восстановлению разрушенного источника, в обмен на успех которых Элли была обещана свобода.
Пока шли ремонтные работы и короли строили заговоры с целью захватить единоличную власть, Страшила придумал очередную революционную идею: он предложил Хранителю времени Ружеро усыпить всех подземных королей разом, а заодно с ними и прочих дармоедов, и потом внушить им, что они всю жизнь жили честным трудом. План удался блестяще. Тысячелетняя королевская власть в Пещере пала без единого выстрела, бывшие нахлебники превратились в добрых трудолюбивых людей и народ рудокопов вздохнул свободно. Вскоре рудокопы вообще стали перебираться наверх, на пустующие земли по соседству со страной Жевунов.
Также и Страшила, которому вреден был климат Пещеры, покинул сумрачное подземелье вместе со спасённой Элли и с прочими своими друзьями.

#### В книге «Огненный бог Марранов»
Когда Элли, Фред и Тотошка отправились в Канзас на драконе Ойххо, Страшила, чтобы затмить чем-то горечь разлуки, задумал новое масштабное дело: он решил превратить Изумрудный город в остров. По составленным Правителем чертежам работники-дуболомы вырыли вокруг города огромный котлован и пустили в него воду из речки Аффиры. Котлован превратился в канал, на котором могли плавать лодки и купаться дети; но главное значение канала состояло в том, чтобы повысить обороноспособность Изумрудного города на случай если нагрянет новый враг.
Спустя несколько лет жизнь доказала правоту Страшилы: на город снова двинулся Урфин Джюс, которому удалось встать во главе отсталого, но воинственного народа Марранов. К сожалению, даже канал не смог уберечь город от захвата, хотя и задержал нападающих на длительный срок. Страшила и Дровосек вновь попали в плен к Джюсу, и снова отказались от предложенного им сотрудничества с диктатором. Их не прельстило даже предложение Джюса дать им свободу и назначить их наместниками над своими странами под его верховным владычеством. Отказ Страшилы и Дровосека, как и в прошлый раз, был категорическим. Обозлённый Урфин Джюс хотел уничтожить непокорных пленников, но на этот раз его сдерживало другое обстоятельство: он хотел выведать у Страшилы секрет волшебного ящика, при помощи которого узурпатор мог бы восстановить пошатнувшуюся дисциплину в своей армии. Ящик этот (точнее волшебный телевизор) был подарен Страшиле Стеллой за несколько лет до вторичного возвышения Джюса. В ту пору работы над каналом закончились и Страшила снова изнемогал от скуки и безделья; подарок Стеллы, позволявший в любой момент увидеть, что делает тот или иной человек в Волшебной стране, как бы далеко тот ни находился, на некоторое время развлёк Страшилу, но вот об обещании приглядывать за Джюсом, который в те годы не представлял собой никакой опасности, Страшила быстро позабыл. Теперь же Урфин дорвался до власти и жизнь Страшилы с Дровосеком оказалась напрямую увязана с тайной волшебного ящика.
Неизвестно, чем бы закончилось это противостояние, если бы в Волшебную страну не приехали снова гости из Канзаса — теперь это была уже не Элли, а похожая на неё как две капли воды младшая сестра, Энни, со своим другом Тимом и пёсиком Артошкой. Дети приняли живое участие в судьбе Страшилы, Дровосека и других пленных. Они раздобыли Усыпительную воду, опоили охрану, сторожившую узников, и вывезли тех на свободу. Снова, как и за десять лет до этого, их путь лежал в Фиолетовую страну. И снова Урфин отправил против них своё войско, на этот раз состоявшее из Марранов, чтобы одним ударом выправить положение. Но времена изменились и до сражения дело не дошло: на подходах к Фиолетовой стране Марраны обнаружили, что Джюс обманул их самым циничным образом, и власти Урфина пришёл конец, теперь уже бесповоротный.

#### В книге «Жёлтый туман»
Впрочем, хотя Волшебной стране в ближайшие годы предстояло пережить ещё два вооружённых конфликта, уже по войне с Марранами стало заметно, что индивидуальная роль Страшилы в происходящих событиях постепенно уменьшилась. Ход событий уже не так сильно зависел от его решений, а защита Волшебной страны от врагов всё успешнее стала осуществляться сообща, совместными усилиями многих персонажей.
Тем не менее, когда год спустя пробудилась от многовекового сна великанша-колдунья Арахна, Страшила оставался на «боевом посту». Он снова возглавил оборону Изумрудного города, в результате чего колдунью, пытавшуюся ночью переплыть канал и пробраться в город, обстреляли булыжниками; Арахна едва не утонула и была вынуждена спасаться бегством.
Злая фея на этом не угомонилась и наслала на Волшебную страну ядовитый Жёлтый туман, который мешал людям дышать, видеть и разговаривать. Более того, туман плохо пропускал солнечные лучи и из-за этого в Волшебной стране впервые с её создания наступила сначала осень, а потом и зима. Жителям страны грозил массовый голод и смерть от мороза. В этих беспрецедентных для волшебного края условиях Страшила руководил дальнейшей борьбой против Арахны и принимал все возможные меры по ограничению вредоносного действия Жёлтого тумана. Соломенный мудрец придумал способ обеспечить защитными фильтрами животных и птиц, организовал массовое медицинское обслуживание населения. Но для победы над Арахной этого явно было недостаточно и тогда Страшила решился отправить гонца за помощью в Канзас.
Прибывшие по его вызову Энни, Тим и Чарли Блек энергично включились в общую борьбу. Под руководством Чарли Блека был создан железный самоходный великан Тилли-Вилли, предназначенный для уничтожения Арахны, и экипирована передвижная крепость-фургон. Страшила стал одним из членов экипажа этой крепости, которая вместе с Тилли-Вилли и отрядом дуболомов выдвинулась к убежищу Арахны. Путь был полон опасностей, но Страшила и его друзья победили: Арахна нашла свою смерть среди скал, а Жёлтый туман навсегда исчез из Волшебной страны. Племя гномов, подчинявшееся прежде Арахне, присягнуло на верность Страшиле, пообещав ему в качестве «дани» вести летопись Волшебной страны.

#### В книге «Тайна заброшенного замка»
Ещё через два года Страшиле снова пришлось заниматься вопросами обороны, теперь уже против Пришельцев с далёкой планеты Рамерия, прилетевших на Землю с целью присоединить её к своим владениям. В этой войне, главным образом позиционной, Страшила координировал действия «разведчиков» — Ментахо, Кастальо и перешедшего на их сторону арзака Ильсора. Кроме того, по просьбе Страшилы из Канзаса прилетели Энни, Тим и ставший инженером Фред. Фред вооружил жителей Изумрудного города настоящими ружьями, которые к счастью не понадобились. Также Страшила придумал защитить дуболомов зеркальными щитами, чтобы им не могли причинить вред лучевые пистолеты Пришельцев. Набег дуболомов на вражеский лагерь закончился полным успехом. Перед налётом на Изумрудный город рамерийской вертолётной эскадрильи Страшила грамотно выстроил оборону, обеспечив воздушный заслон и резервные отряды защитников города, однако эскадрилья до цели не долетела: на подходах к городу её атаковали и рассеяли гигантские орлы Карфакса. Когда же к лагерю инопланетян удалось подвести трубы с Усыпительной водой, Страшила лично, верхом на Ойххо, принёс друзьям весть о том, что «мыши заснули» (то есть Усыпительная вода доставлена и взрывать рамерийский звездолёт с помощью мины Фреда не нужно).
Помимо ведения военных действий Страшила немало сделал и для благоустройства быта Волшебной страны. В частности, по его приказу вдоль всей дороги, вымощенной жёлтым кирпичом, были установлены фонари; через Большую реку перекинули мост; а в Изумрудном городе появилась библиотека.

### Заимствование образа другими авторами
Является персонажем сказки «Буратино в Изумрудном городе» Леонида Владимирского, фэнтези-цикла «Миры Изумрудного города» Сергея Сухинова и одним из главных героев сказочной повести «Лазурная фея Волшебной страны» Алексея Шпагина.

## Характер
По характеру Страшила умён, обаятелен, находчив, поначалу немного стеснителен. Добродушен, любит покрасоваться, но и порадоваться, как ребёнок, попеть песенки, если поблизости нет подданных. Прочёл много книг из библиотеки Изумрудного города и любит время от времени вставлять в свою речь «умные» и длинные слова, щеголяя «энциклопедическими знаниями»; обычно произносит такие слова по слогам. Обидчив, но отходчив. Иногда бывает неосторожен и невоздержан на язык: во второй книге выболтал врагам, что Элли уже находится в Волшебной стране, из-за чего попал в карцер и затруднил друзьям борьбу с Урфином Джюсом.
Сам Волков признавал, что Страшила — его любимый герой.

## Индивидуальные особенности
- Не нуждается в пище и воде.
- Не нуждается во сне.
- Не подвержен усталости и боли.
- Способен видеть в темноте так же хорошо, как и днём.
- Теряет способность видеть, слышать и разговаривать, если его глаза, уши и рот оказываются смыты сыростью или водой. Однако легко может восстановить утраченные способности, достаточно лишь подкрасить лицо свежей краской.
- Также с лёгкостью возвращается к жизни, даже если его «тело» было разорвано на части (как было в схватке с Летучими Обезьянами) — надо только собрать все части воедино и набить заново соломой.

## Отличия от Страшилы из Страны Оз
Если Страшила Баума любит пофилософствовать на разные свободные темы, то «волковский» Страшила чаще размышляет молча, а потом выдаёт готовые решения острых проблем. Страшила Баума практически никогда не унывает и в любых неприятностях умеет находить положительную сторону. Страшила Волкова не наделён таким спокойным оптимистическим характером; он более ребячлив, ему свойственна определённая горячность и пылкость, порой обидчивость.
Кроме того, в подавляющем большинстве книг о Стране Оз Страшила Баума не находится у власти и в этом смысле свободен от ответственности Правителя за судьбу страны и её населения. Страшила Волкова на протяжении всех шести книг о Волшебной стране вынужден постоянно отбивать атаки вражеских армий, организовывать снабжение, оборону, ведать стратегией и тактикой боевых действий.

## Литературная критика
Отличия сюжетной роли волковского Страшилы от его баумовского прототипа рассматриваются в работах Т. В. Галкиной, Н. В. Латовой, М. Петровского и ряда других исследователей. Галкина отмечает вклад художника Л. В. Владимирского, благодаря которому Волков переосмыслил образ Страшилы: прежде Страшилу обычно трактовали как взрослого персонажа, Владимирский же впервые представил его "мальчиком", в результате чего у Элли появился близкий по возрасту друг. Н. В. Латова на примере приключений Страшилы подчёркивает бо́льшую готовность к взаимовыручке у персонажей Волкова в сравнении с их баумовскими прототипами. М. Петровский усматривает трансформацию образа Страшилы с момента занятия им престола Изумрудного города: по мнению критика, Страшила впредь словно бы утрачивает свой, прежде несомненный ум, превращаясь в самовлюблённого глупца (схожего мнения придерживается и К. Митрохина).